# Поверхностная электромиграция
Поверхностная электромиграция (англ. surface electromigration) — направленное движение частиц (атомов) на поверхности образца, происходящее при пропускании через него электрического тока.

## Описание
Поверхностная электромиграция наблюдается как в гомо-, так и в гетеросистемах. В случае гомоэлектромиграции изменение направления тока изменяет морфологию поверхности, в частности, структуру ступеней. При гетероэлектромиграции наблюдается преимущественный массоперенос адсорбата в сторону одного из электродов (анода или катода).
При формальном описании поверхностной электромиграции эффективная сила, действующая на мигрирующий на поверхности атом, пропорциональна электрическому полю и записывается как сумма двух компонент:
F = Fd + Fw = e (Zd + Zw) E = e Z E
где Fd — «прямая» сила, действующая на атом (ион) за счет его электростатического взаимодействия с приложенным полем; Fw — сила «ветра», которая возникает из-за передачи импульса от носителей заряда (электронов) при их рассеянии на атоме; Z = Zd + Zw — суммарный эффективный заряд атома, измеренный в единицах заряда электрона.
Для электромиграции атомов, адсорбированных на поверхности металлов, сила электронного «ветра» преобладает, поэтому направление движения адатомов (еще не встроенных в решетку атомов) совпадает с направлением потока электронов в сторону анода. Для электромиграции на поверхности полупроводников, в зависимости от конкретного случая, знак  может быть как отрицательным, так и положительным. Так, например, атомы серебра или индия на поверхности кремния электромигрируют в сторону катода, а атомы золота на той же поверхности движутся в сторону анода.